# Donovan Scott
Donovan Scott (Chico, 29 settembre 1946) è un attore statunitense.

## Carriera
È famoso per aver interpretato il cadetto Leslie Barbara nel film  Scuola di polizia (1984) insieme a Steve Guttenberg. È anche apparso in Ritorno al futuro - Parte III (1990) diretto da Robert Zemeckis dove ha interpretato la parte del vicesceriffo. 
Nel 1980 ha lavorato inoltre con Robert Altman per la realizzazione del film Popeye - Braccio di ferro, interpretando Castor.

## Filmografia parziale

### Cinema
- 1941 - Allarme a Hollywood (1941), regia di Steven Spielberg (1979)
- Popeye - Braccio di ferro (Popeye), regia di Robert Altman (1980)
- The Incredible Shrinking Woman, regia di Joel Schumacher (1981)
- Zorro mezzo e mezzo (Zorro: The Gay Blade), regia di Peter Medak (1981)
- Savannah Smiles,  regia di Pierre De Moro (1982)
- Scuola di polizia (Police Academy), regia di Hugh Wilson (1984)
- Sheena, regina della giungla (Sheena), regia di John Guillermin (1984)
- Psycho III, regia di Anthony Perkins (1986)
- Tempi migliori (The Best of Times), regia di Roger Spottiswoode (1986)
- Ritorno al futuro - Parte III (Back to the Future Part III), regia di Robert Zemeckis (1990)
- Sbucato dal passato (Blast from the Past), regia di Hugh Wilson (1999)
- Il nome del mio assassino (I Know Who Killed Me), regia di Chris Sivertson (2007)

### Televisione
- Laverne & Shirley – serie TV (1979)
- Presenting Susan Anton – serie TV (1979)
- The Great Cash Giveaway Getaway, regia di Michael O'Herlihy – film TV (1980)
- Slapstick Studios – serie TV (1982)
- Splash 2 (Splash, Too), regia di Greg Antonacci – film TV (1988)
- California – serie TV (1989)
- Alaska Kid – serie TV (1996)
- Babylon 5 – serie TV (1997)
- Boston Legal – serie TV (2005)
- Bones – serie TV (2007)
- Tre bambini sotto l'albero (The Three Gifts), regia di David S. Cass Sr. – film TV (2009)
- Tre cuccioli e un anello (3 Holiday Tails), regia di Joe Menendez – film TV (2011)
- La slitta dei desideri (Sleigh Bells Ring), regia di Marita Grabiak – film TV (2016)
- The Affair - Una relazione pericolosa (The Affair) – serie TV, episodio 5x10 (2019)

## Doppiatori italiani
Nelle versioni in italiano delle opere in cui ha recitato, Donovan Scott è stato doppiato da:
- Claudio Sorrentino in Popeye - Braccio di ferro
- Fabio Grossi in Scuola di polizia
- Giorgio Lopez in Sheena, regina della giungla
- Massimo Corvo in Splash 2
- Riccardo Rovatti in Tre bambini sotto l'albero
- Luigi Scribani in The Middle
- Emidio La Vella in The Affair - Una relazione pericolosa